# Stefan Witkowski (szachista)
Stefan Witkowski (ur. 27 września 1931 w Łodzi, zm. 24 października 2007 w Warszawie) – polski szachista, dziennikarz, sędzia i działacz szachowy.

## Kariera szachowa
Jako młodzieniec Witkowski zwrócił na siebie uwagę Kazimierza Makarczyka, z którym dwukrotnie udało mu się wygrać w symultanach rozgrywanych przez Makarczyka z młodymi łódzkimi szachistami. Wkrótce Witkowski awansował do krajowej czołówki, w której zagościł na wiele lat. W latach 1951–1979 osiemnastokrotnie występował w finałach mistrzostw Polski. W 1954 r. w Łodzi podzielił I miejsce (wspólnie z Bogdanem Śliwą, jednak dogrywkę przegrał i zdobył srebrny medal. Po tytuł mistrza Polski sięgnął w 1959 r., po zwycięstwie w dogrywce z Józefem Gromkiek. W 1955 r. zadebiutował na arenie międzynarodowej. Turniej w Ljubljanie zakończył w środku tabeli, wygrał jednak partię z arcymistrzem Vasją Pircem w jego firmowym otwarciu – obronie Pirca. W 1958 r. reprezentował Polskę na olimpiadzie szachowej w Monachium, zdobywając na IV szachownicy 7 pkt w 12 partiach. Był wielokrotnym medalistą drużynowych mistrzostw Polski, m.in. dziesięciokrotnie złotym (w barwach "Maratonu" Warszawa).
Witkowski reprezentował kraj w dziewiętnastu meczach i ponad trzydziestu turniejach międzynarodowych. Najlepsze wyniki osiągnął w latach: 1976 (Hradec Králové – II miejsce) i w 1977 (Lublin – III miejsce), na których to turniejach wypełnił normy na tytuł mistrza międzynarodowego. Z biegiem lat coraz mniej czasu poświęcał treningowi, angażując się w różnorodną działalność szachową. Był kierownikiem drużyny, instruktorem, trenerem (m.in. trenerem kadry kobiecej), w 1970 roku został wiceprezesem do spraw organizacyjnych Polskiego Związku Szachowego. Współpracował z periodykami szachowymi, redagował kąciki szachowe w gazetach, był autorem książek popularyzujących szachy. Jako szachista reprezentował pozycyjny styl gry, był uważany za specjalistę obrony Grünfelda.
Najwyższy ranking w karierze osiągnął 1 stycznia 1978 r., z wynikiem 2365 punktów dzielił wówczas 16-19. miejsce wśród polskich szachistów.
W 1976 r. został członkiem honorowym Polskiego Związku Szachowego.